# Dmytro Monakow
Dmytro Witalijowycz Monakow (ukr. Дмитро Віталійович Монаков, ur. 17 lutego 1963 w Kijowie, zm. 21 listopada 2007 tamże) – ukraiński strzelec sportowy. Jako reprezentant ZSRR złoty medalista olimpijski z Seulu.
Brał udział w dwóch igrzyskach olimpijskich (IO 88 – w barwach ZSRR, IO 96 – jako reprezentant Ukrainy). Po medal w 1988 sięgnął w konkurencji trap. Na mistrzostwach świata sięgnął po dwa złote medale indywidualnie. W 1987 zwyciężył w barwach ZSRR, w 1994 jako reprezentant Ukrainy.